# Бисфосфонаты
В фармакологии бисфосфонаты (также называемые дифосфонатами) представляют собой класс препаратов общей формулы R1R2C(PO(O⁻)2)2, предотвращающих потерю костной массы и используемых для лечения остеопороза и аналогичных заболеваний. Название «бисфосфонаты» сложилось исторически и указывает на формальное присутствие в молекуле двух фосфонатных фрагментов R-PO(O⁻)2. 
Несколько крупных клинических исследований показали, что бисфосфонаты снижают риск переломов при остеопорозе.
Кости постоянно обновляются, равновесие (гомеостаз) поддерживается остеобластами, которые формируют кости, и остеокластами, которые их разрушают. Бисфосфонаты тормозят разрушение костей остеокластами.
Число остеокластов также постоянно регулируется путём самоуничтожения через апоптоз (запрограммированную клеточную смерть). Бисфосфонаты способствуют апоптозу остеокластов.
Использование бисфосфонатов включает профилактику и лечение остеопороза, остита деформирующего («болезнь Педжета»), костных метастазов (с гиперкальциемией или без неё), множественной миеломы, первичного гиперпаратиреоза, несовершенного остеогенеза и других болезней, вызывающих хрупкость костей.

## История
Бисфосфонаты были разработаны ещё в XIX веке, но для лечения нарушений костного метаболизма впервые были исследованы лишь в 1960-х годах. В немедицинских целях они использовались для смягчения воды в ирригационных системах в апельсиновых рощах. Основанием для медицинского использования послужила их способность предотвращать растворение гидроксиапатита, главного костного минерала, тем самым снижая потерю костной массы. Только в 1990-е годы был продемонстрирован механизм их действия на примере Fosamax (алендронат), выпущенного компанией Merck.

## Механизм действия
Механизм действия основывается на их структурной аналогии с пирофосфатами. Бисфосфонатная группа имитирует структуру пирофосфата, тем самым ингибируя активацию ферментов, которые утилизируют пирофосфаты.
Специфика препаратов на основе бисфосфонатов основана на двух фосфонатах (и, возможно, гидроксила R1), которые работают вместе для координации ионов кальция. Молекулы бисфосфонатов связываются с кальцием и накапливаются в высокой концентрации только в костях.
При попадании в костную ткань бисфосфонаты уничтожаются клетками остеокластов.

## Представители
- Алеандроновая кислота (Бонплат)